# FCA Australie
Stellantis Australie ou FCA Australia, anciennement Chrysler Australia Ltd est la filiale australienne du groupe italo-américain d'automobiles Stellantis North America, lui-même filiale du groupe Stellantis.

## Histoire
La société Chrysler Australia Ltd a été créée en juin 1956 par la volonté du constructeur américain Chrysler de racheter la filiale "Chrysler Dodge DeSoto Distributors Limited" de la société "TJ Richards & Sons", créée en 1935 et qui importait depuis lors les véhicules américains et les commercialisait à travers un réseau de 18 concessionnaires indépendants. when the Chrysler Corporation acquired TJ Richards & Sons,

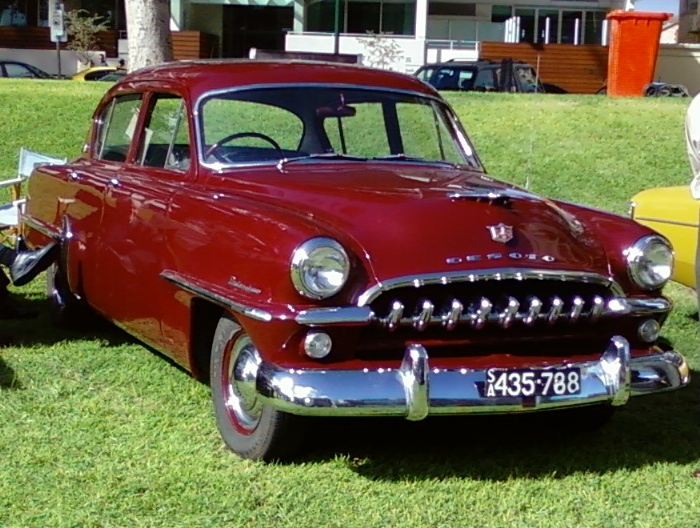
Une De Soto Diplomat produite par Chrysler Australia de 1954 à 1957

Dès la création de sa filiale, Chrysler a investi de façon substantielle pour construire une usine d'assemblage à Clovelly Park, dans la banlieue d'Adélaïde en 1964. et une fonderie de moteurs à Lonsdale, en Australie du Sud en 1968. En peu de temps, Chrysler Australie est devenu le troisième des "Big 3" constructeurs automobiles australiens derrière Holden filiale de General Motors et Ford Australie.
Au début, Chrysler Australie assemblait les modèles de voitures de tourisme et camionnettes Chrysler fabriqués en Amérique du Nord, États-Unis et Canada. La voiture la plus populaire dans les années 1950 était celle qui était construite à partir d'un mélange de Plymouth Cranbrook, Dodge Kingsway et DeSoto Diplomat, toutes trois basées sur une Plymouth américaine modèle 1954. Une version utilitaire coupé a également été développée par Chrysler Australie qui a été commercialisée sous neuf appellations différentes : Plymouth Cranbrook, Savoie & Belvedere, Dodge Kingsway personnalisée, Kingsway Crusader & Kingsway Coronet, Diplomat personnalisée DeSoto, Diplomat Regent & Diplomat Plaza. 
La berline Plymouth fut la voiture préférée des taxis mais elle fut très vite concurrencée par la nouvelle Holden ce qui a rapidement conduit à une chute des ventes du modèle.
En 1957, Chrysler Australie met au catalogue de chacune des marques une version de la  Chrysler Royal. Ce n'était qu'un restylage de la Plymouth de 1954. La Royal était une curiosité automobile. Equipée d'un moteur 6 cylindres et d'une boîte de vitesses à 3 rapports manuels avec le levier sur la colonne de direction. Elle a subi quelques améliorations avec notamment l'ajout de la direction assistée et une boîte de vitesses automatique. Un moteur V8 a aussi été proposé en option. Ces nombreux changements ont échoué à endiguer la baisse des ventes, la Royal a vite été considérée comme dépassée et trop coûteuse. La production a cessé en 1963.
La voiture qui a sauvé Chrysler à cette époque fut la Simca Aronde équipée d'un moteur un 4 cylindres d'origine Fiat. Cette voiture compacte et populaire française sera assemblée par Chrysler Australie à partir de kits CKD dans l'usine de  Keswick. Les ingénieurs locaux ont développé une version station wagon. Chrysler USA avait racheté en 1958 la participation de 15% que Ford détenait encore dans Simca, le reste étant détenu par Fiat. L'assemblage et la commercialisation de modèles Simca Aronde et Vedette par Chrysler en Australie a débuté le 1er juillet 1959.
Durant les deux années 1958 et 1959, Chrysler Australie a assemblé les modèles  Plymouth Belvedere, Dodge Royal et DeSoto Firesweep importés en CKD des États-Unis dans l'usine d'Adélaïde. L'assemblage des trois modèles a été interrompu en 1960 et ont été remplacés par un seul modèle, la Dodge Phoenix qui a été produit par Chrysler Australie jusqu'en 1973.

### Les années Chrysler Vaillant
À partir de 1962, Chrysler Australie a assemblé le modèle Plymouth Valiant, badgée "Valiant by Chrysler". En 1963, Chrysler Australie a développé une version locale, l'AP5 Valiant*, avec un style distinctif donnant à la voiture une identité distincte des modèles US versions Plymouth et Dodge. La raison principale qui avait conduit à développer un style différent était la craindre que localement on ne puisse pas se permettre d'apporter les changements de style de l'original américain aussi rapidement qu'aux États-Unis. Par conséquent, une apparence différente permettait de réduire le risque d'accusations qu'en Australie, Chrysler ne vendait pas des modèles de l'année.
Dans les années 1960, Chrysler a élargi la gamme Valiant avec une version 2 portes hardtop, à empattement long (VIP) et sportive (Pacer).
En 1966, avec l'acquisition par Chrysler USA du groupe britannique Rootes Group, Chrysler Australie engloba la filiale Rootes Australie, ainsi que l'usine de Port Melbourne. Le principal modèle Rootes en Australie était la Hillman Hunter et cette voiture est devenue un best seller pour Chrysler jusqu'en 1973.
En 1970, Chrysler lance le moteur "Hemi" 6 cylindres. Ce moteur est le plus puissant moteur 6 cylindres produit en Australie équipé des magnifiques carburateurs Weber triple corps. Bien que ce moteur soit une conception américaine pour les camions, il n'a jamais été produit en Amérique du Nord.
Les Valiant étaient de bonnes voitures mais n'ont jamais atteint le niveau de ventes des principaux concurrentes Holden et Falcon.
En 1971, Chrysler Australie lance sa voiture le plus remarquable, la Chrysler Vaillant Charger. Ce fut une version à empattement court, avec deux portes hardtop de la version Valiant standard. La voiture avait un style résolument sportif, avec un spoiler arrière intégré. Le modèle Charger de base était affiché à A$ 2750, et la gamme étendue vers le haut avec de haute performance et des modèles de luxe. La Chargeur a été désignée "Voiture de l'année 1971" par "Wheels" magazine et a su capter un grand nombre de clients, à la manière de la Ford Mustang aux États-Unis et la Ford Capri en Grande-Bretagne.
Au milieu des années 1970, les ventes de la gamme Valiant s'écroulent. La raison est principalement à rechercher dans le premier choc pétrolier de 1973 qui conduit les clients à favoriser les petites voitures à 4 cylindres essentiellement des importations japonaises.
La Valiant a été de plus en plus perçue comme une voiture dépassée, en dépit d'une importante cure de rajeunissement en 1971. Chrysler l'avait lancée comme un modèle "tout nouveau" avec une nouvelle carrosserie masquant les anciennes mécaniques. Un sérieux restylage en 1976 a relancé provisoirement le modèle qui est resté au catalogue du constructeur jusqu'en 1981.
En 1975, Chrysler lance la Centura avec un moteur de 2 litres à 4 cylindres et, en option, deux moteurs 6 cylindres de 3,5 litres et 4 litres, avec deux niveaux de finition, XL et GL. Ce fut une concurrente de taille moyenne pour les Holden Torana et la Ford Cortina.
La Centura était basée sur la version européenne de la Chrysler 180 de 1970. Le lancement de la Centura a été retardé de plusieurs années en raison des embargos successifs appliqués sur les importations françaises, en raison des essais nucléaires français dans le Pacifique. Dès que la voiture a pu être commercialisée en Australie, son apparence était trop datée ce qui eut pour conséquence que la Centura n'a jamais suscité le moindre intérêt sur le marché australien. La voiture a disparu du catalogue à la fin de 1978.
(NDR : *AP5 Valiant = AP signifie Australian Production)

### Les relations avec Mitsubishi Motors Australie
Le groupe Chrysler USA a entrepris une étroite collaboration avec Mitsubishi Motors après avoir acquis une participation de 15% de la société en 1971. Chrysler Australie a commencé la fabrication de la Chrysler Valiant Galant conçue par Mitsubishi. L'association avec Mitsubishi a également donné naissance en 1977 à la Chrysler Sigma, directement dérivée de la Galant. La Sigma a permis à Chrysler de faire son retour au premier plan sur le marché australien. La  Sigma est rapidement devenue leader du marché dans sa catégorie.
En 1979, Mitsubishi Motors Corporation a acquis une participation dans Chrysler  Australie et en Avril 1980, Mitsubishi a acheté toutes les actions restantes de la filiale australienne de Chrysler Corporation États-Unis. Le nom de la société a été changé en "Mitsubishi Motors Australia Limited" le 1er octobre 1980. Mitsubishi a continué à fabriquer les modèles Valiant sous la marque Chrysler jusqu'en Août 1981 et la production de la Sigma a continué sous le nom Mitsubishi jusqu'en 1987. La production des modèles Mitsubishi Colt, Magna, Verada et 380 s'est poursuiviz jusqu'à l'arrêt total des activités de Mitsubishi en Australie en mars 2008. La société a été transformée en simple importateur de véhicules.

### Le retour de Chrysler en Australie
Chrysler est revenu en Australie en 1994, avec l'importation du Jeep Cherokee XJ, puis en élargissant la gamme pour inclure la Chrysler Neon jusqu'en 2002, le Jeep Grand Cherokee, le Jeep Commander, la Chrysler PT Cruiser, la Chrysler Crossfire, la Chrysler 300C, le Chrysler Voyager et la Dodge Caliber. Dans un premier temps, l'attrait de la gamme Jeep était porté par la publicité "value for money", alors que les premiers véhicules sont devenus un fardeau à cause de la mauvaise qualité de leur construction.
Dans les années 2000, les véhicules étaient importés des États-Unis, du Canada, du Mexique et d'Autriche. La Chrysler 300C a créé une niche à gros succès en étant considérée comme une alternative aux voitures de prestige australiennes traditionnelles comme les Holden Caprice ou Ford Fairlane (Australie).
Après le rachat du groupe Chrysler par Fiat en 2009, à partir du 1er mai 2012, Chrysler Australie a pris la responsabilité de commercialiser les marques du groupe italien : Alfa Romeo, Fiat Automobiles et Fiat Professional.
En 2016, la gamme se compose ainsi :
- Alfa Romeo
  - Alfa Romeo MiTo
  -  Alfa Romeo Giulietta

- Chrysler
  - Chrysler 300

- Fiat
  - Fiat 500 (2007)
  - Fiat Freemont
  - Fiat Ducato
  - Fiat Scudo

- Dodge
  - Dodge Journey

- Jeep
  - Jeep Grand Cherokee
  - Jeep Cherokee
  - Jeep Wrangler
  - Jeep Patriot
  - Jeep Compass
  - Jeep Renegade